# Loukov, Kroměříž
Loukov là một làng thuộc huyện Kroměříž, vùng Zlínský, Cộng hòa Séc.